# Джона Вейнгофен
Джона Вейнгофен (англ. Jona Weinhofen, нар. 1 січня 1983, Аделаїда) — австралійський гітарист і музикант з Аделаїди, Південна Австралія. В даний час являється гітаристом австралійської металкор-гурту I Killed the Prom Queen. Вейнгофен був ритм-гітаристом британського гурту Bring Me The Horizon з 2009 по 2013 рік та гітаристом Bleeding Through з 2007 по 2009 роки.

## Музична кар'єра

### I Killed The Prom Queen (2000—2007, 2013—дотепер)
Джона Вейнхофен заснував гуртразом з ударникомДжейДжей Пітерсом і грав на всіх релізах групи. Джона став відомий завдяки своїй технічній грі на гітарі, а також різним витівкам на сцені. Вони ненадовго возз'єдналися у 2008 році на «Say Goodbye» тур. Вайнхофен був їх менеджером з 2004 до 2007 року. Про те, що група все-таки возз'єднається постійно говорять фанати, але зараз у всіх учасників є свої проекти, тому не можна було це стверджувати. У 2010 році група заявила на своїй офіційній сторінці Myspace, що група може протягом року зібратися разом і випустити альбом. Однак Джона заявив на своїй сторінці, що зараз він дуже зайнятий, щоб брати участь у поверненні I Killed The Prom Queen.

### Bleeding Through (2007—2009)
Після того як Ед Батчер пішов з I Killed Prom Queen, Вайнхофен був запрошений у каліфорнійську групу Bleeding Through після того, як звідти пішов гітарист Скотт Данох. Він покинув групу у 2009 році через туги за домом і невдоволеним життям у США. Вайнхофен пізніше заявив, що він пишається всім тим, що він здійснював з Bleeding Through.

### Bring Me The Horizon (2009—2013)
Після того як Кертіс Уард пішо з британської групи Bring Me The Horizon у березні 2009 року вони залишилися без другого гітариста. У березні того ж року, Джона був запрошений як гітарист на тур. У липні 2009 лідер групи Олівер Сайкс в інтерв'ю підтвердив, що Вайнхофен стає постійним членом групи. У жовтні 2010 року Bring Me The Horizon випустили перший альбом з новим гітаристом, платівка називається «There Is a Hell, Believe Me I've Seen It. There Is a Heaven, Let's Keep It a Secret.». 15 січня 2013 року Джона у своєму твіттері оголосив, що він більше не учасник Bring Me The Horizon. Причиною цього є розбіжності з деякими членами групи, чиї імена не афішуються.